# Дэвид, Обри
Обри Роберт Дэвид (англ. Aubrey Robert David; 11 октября 1990, Джорджтаун, Гайана) — тринидадский футболист, защитник клуба «Мунисипаль» и сборной Тринидада и Тобаго.

## Клубная карьера
Родился в Гайане, однако свою карьеру начал в Тринидаде и Тобаго. В составе «Каледонии Эй-Ай-Эй» защитник становился обладателем кубка страны.
В 2014 году Дэвид отправился в Европу, на правах аренды проведя один сезон в клубе чемпионата Финляндии «Яро».
В марте 2015 года Обри Дэвид подписал контракт с клубом казахстанской Премьер-лиги «Шахтёр» (Караганда).
В январе 2016 года Дэвид перешёл в клуб чемпионата Коста-Рики «Саприсса».
4 июля 2016 года Дэвид был взят в аренду клубом MLS «Даллас» до конца сезона 2016. В высшей лиге дебютировал 13 июля в матче против «Сиэтл Саундерс». По окончании сезона 2016 «Даллас» не стал выкупать Дэвида у «Саприссы».
26 февраля 2017 года Дэвид подписал двухлетний контракт с клубом чемпионата Финляндии «ПС Кеми».
6 февраля 2018 года Дэвид подписал однолетний контракт с клубом ВПС.
17 декабря 2018 года Дэвид вернулся в «Саприссу», подписав контракт на клаусуру 2019.

## Карьера в сборной
Обри Дэвид прошёл все юниорские и молодёжную сборную Тринидада и Тобаго. Однако в 2012 году он сыграл в двух товарищеских матчах за сборную своей исторической родины Гайаны. Однако в официальных поединках за неё Дэвид не участвовал. Это помогло ему вскоре получить вызов в сборную Тринидада и Тобаго, за которую он выступает и по сей день.

## Достижения
Командные
- Чемпион Коста-Рики (2): 2020 (Клаусура), 2021 (Клаусура)
- Победитель регулярного чемпионата MLS: 2016
- Обладатель Открытого кубка США: 2016
- Обладатель Кубка Тринидада и Тобаго: 2012/13
- Победитель Лиги КОНКАКАФ: 2019